# 모리츠 라이트너
모리츠 라이트너 (Moritz Leitner, 1992년 12월 8일, 뮌헨 ~) 은 독일의 축구 선수로, 포지션은 미드필더이다. 그는 이전에 TSV 1860 뮌헨에서 활약한 적이 있다. 그는 독일과 오스트리아의 청소년 대표팀 차출 경험이 있다.

## 클럽 경력
라이트너는 2010년 8월 14일, 그가 유소년팀을 졸업했던 TSV 1860 뮌헨에서 프로 데뷔전을 치렀다. 그는 SC 베를과의 DFB-포칼 경기에서 알렉산드르 이그뇨프스키와 교체 투입되어 출장하였다. 2011년 1월, 그는 보루시아 도르트문트로 이적하였고, 이후 2010-11 시즌이 종료될 때까지 FC 아우크스부르크로 임대되었다.

## 수상

### 클럽
보루시아 도르트문트
- UEFA 챔피언스리그

준우승: 2012–13
- 분데스리가

우승: 2011-12
- DFB 포칼

우승: 2011-12